# Biblioteca nazionale d'Irlanda
La Biblioteca nazionale d'Irlanda in inglese National Library of Ireland, è la sede di conservazione archivistica e bibliotecaria dell'Irlanda. Fa capo al Ministero della cultura, sport e turismo irlandese. 
La biblioteca nazionale d'Irlanda è una biblioteca senza servizio di prestito, i testi possono essere consultati solo negli spazi della biblioteca. Nella sua collezione, composta da oltre 12 milioni di pezzi tra libri, mappe geografiche, manoscritti, spartiti, giornali, riviste e fotografie molto materiale è legato all'Irlanda e alla storia del paese.

## Storia
Fu istituita nel 1877 tramite il Dublin Science and Art Museum Act, un atto del parlamento tramite il quale la proprietà del National Museum of Ireland – Natural History e della biblioteca della Royal Dublin Society passò allo stato, entrambi fino a quel tempo erano di proprietà della Royal Dublin Society.
All'istituzione contribuì la collezione di Jaspar Robert Joly che effettuò la donazione alla Royal Society col vincolo che la sua collezione sarebbe stata successivamente trasmessa ad una biblioteca pubblica. Della collezione facevano parte libri, manoscritti, spartiti e altro materiale. 
Nel 1921, con la fondazione dello Stato Libero d'Irlanda, alla biblioteca venne affidato il compito di deposito legale di qualsiasi materiale pubblicato in Irlanda.

## L'edificio
La biblioteca è ospitata in un edificio inaugurato nel 1890 e adiacente al Museo archeologico e progettato, come quest'ultimo, da Thomas Newenham Deane. Nell'ultimo decennio del XX secolo l'arenaria con cui è costruito l'edificio ha iniziato a mostrare segni di deterioramento in parte causato dall'inquinamento della città.
Nella sala di lettura, ospitata in un ambiente circolare sovrastato da una cupola, James Joyce ha ambientato il nono episodio dell'Ulysses.